# Concord, Massachusetts
Concord este un oraș situat pe cursul râului Concord, în comitatul Middlesex din statul Massachusetts al Statelor Unite ale Americii. El a fost întemeiat în anul 1635, și a intrat în istoria literaturii americane ca ceea ce a fost Weimarul pentru Germania. Aici au trăit scriitori ai curentului romantic american ca: Ralph Waldo Emerson, Henry David Thoreau și Nathaniel Hawthorne. Prin anii 1800 aici a trăit scriitoarea de literatură pentru tineret Louisa May Alcott, care a devenit renumită cu trilogia „Little Women”.

## Date geografice
Localitatea se află la altitudinea de 43 m, ocupă suprafața de 67,4 km² din care 64,5 km² este uscat. În anul 2000 avea 16.993 loc. cu o densitate de 263,5 loc./km².

## Personalități marcante
- Henry David Thoreau (1817 - 1862), el a fost una dintre cele mai complexe figuri ale gândirii americane a primei jumătăți a secolului al 19-lea, eseist, filozof, naturalist, scriitor și transcendentalist, critic al taxelor și al statului centralizat atotputernic.
- Ralph Waldo Emerson (1803 – 1882) poet  și eseist american, liderul mișcării transcendentaliste de la începutul secolului al XIX-lea.
- Robin Moore, scriitor american.
- Steve Carell, comic, actor și scriitor american